# صدهزار شهید تفلیس
صد هزار شهید تفلیس (گرجی: ასი ათასი მოწამე) قدیسان کلیسای ارتدکس گرجی اند که در سال ۱۲۲۶ میلادی پس از تسخیر شهر تفلیس به دست جلال‌الدین خوارزمشاه، به خاطر انکار نکردن مسیحیت به دستور سلطان جلال‌الدین کشته شدند. در ۱۳ نوامبر هر سال کلیسای گرجستان مراسم یادبودی برای آنان برگزار می‌کند.

## تاریخچه
نخستین رویارویی سلطان جلال‌الدین با پادشاهی گرجستان در سال ۱۲۲۵ میلادی در نبرد گارنی روی داد که منجر به شکست گرجی‌ها شد. در سال ۱۲۲۶ جلال‌الدین تفلیس را محاصره کرد. رسودان، ملکه گرجستان، و دربارش موفق به فرار از گرجستان شدند. سرانجام در ۹ مارس ۱۲۲۶ گروهی از مسلمانان ساکن تفلیس دروازه‌های شهر را به روی سپاه جلال‌الدین باز کردند. مهاجمان شهر را غارت کرده و جمعیت مسیحی آن را قتل‌عام کردند. یک مورخ گرجی دربارهٔ بی رحمی سربازان جلال‌الدین در کشتار مردم شهر اینگونه گزارش کرده: «کلمات از توصیف ویرانی که دشمن وارد کرد قاصر اند، سربازان دشمن کودکان شیرخواره را از آغوش مادرانشان جدا کرده و سر آنان را به پل می‌کوبیدند». مورخان مسلمان، عزالدین بن اثیر و شهاب الدین زیدری نسوی که منشی جلال‌الدین خوارزمشاه بود، کشتار مسیحیان گرجی که اسلام نیاورده بودند را تأیید کردند.
به دستور سلطان جلال‌الدین نشان‌های مسیح و مریم مقدس را روی پلی در رود کر قرار دادند و مسیحیان را مجبور به زیر پا نهادن این نشان‌ها کردند، مسیحیانی که از زیر پا گذاشتن این نشان‌ها سرباز زدند و اسلام نیاوردند همگی گردن زده شدند.
یکی از مورخان گرجی شمار کشته شدگان را ده هزار تن گزارش می‌کند (به گرجی: ათნი ბევრნი، تلفظ: اَتنی بِوِرنی). معنی بخش اول این عدد، اَتنی، ده است و بخش دوم، بِوِرنی، در گرجی امروزی به معنی بسیار است اما معنی منسوخ شده این کلمه ده هزار است که نشات گرفته از واژه پهلوی بیور به معنی ده هزار است.